# جولييت ميرفي
جولييت ميرفي (بالإنجليزية: Juliet Murphy)‏ هي لاعب كرة قدم أمريكية أيرلندية، ولدت في 1980 في كورك في جمهورية أيرلندا.